# Hammerbox
Hammerbox fue una banda estadounidense de grunge formada en Seattle en 1989. Se disolvió en 1994 cuando su vocalista principal Carrie Akre formó la banda Goodness.

## Historia
Hammerbox se formó en 1989 en Seattle y lanzó su álbum debut, Hammerbox a través de la compañía discográfica independiente C/Z Records. El disco les dio la oportunidad de firmar con una compañía multinacional como A&M Records, a través de la cual publicaron su segundo disco. Sin embargo, a pesar de que la banda llegó a tocar en el festival Endfest de Bremerton, Washington como parte de la promoción del disco, el mismo no obtuvo buenas ventas y la compañía rescindió su contrato. James Atkins dejó la banda a comienzos de 1994 y finalmente la banda se disolvió. Carrie Akre formó Goodness, mientras que Harris Thurmond formó la banda Anodyne (después llamada Marfa Lights) junto al cantante de That Petrol Emotion, Steve Mack. Thurmond montó la banda Orbiter en 2000 y después Kingsley en 2003. En 2005 se publicó Live EMP Skychurch, Seattle, WA, que contiene material en directo de la banda.

## Integrantes
- Carrie Akre - voz
- Harris Thurmond - guitarra
- James Atkins - bajo
- Dave Bosch - batería

## Discografía
- Kept House/After All - 7" (1990)
- New Rose, Damned cover on Another Damned Seattle Compilation, Dashboard Hula Girl Records (1991)
- Hammerbox (1991)
- Numb (1993)
- Live EMP Skychurch, Seattle, WA (2005)